# Стариця (притока Сіверського Дінця)
Стари́ця — річка у Вовчанському районі Харківської області, права притока річки Сіверського Дінця.

## Опис
Довжина річки 14 км, похил річки — 2,5 м/км. Формується з декількох безіменних струмків та водойм. Площа басейну 96,8 км².

## Розташування
Стариця бере початок з водойми на південно-західній околиці села Ізбицьке. Тече переважно на північний захід в межах сіл Стариця та Бугруватка і впадає у річку Сіверський Донець.